# Model atòmic de Bohr

Model atòmic de Bohr

El model atòmic de Bohr és una teoria sobre la constitució dels àtoms, proposada pel físic danès Niels Bohr l'any 1913. El model de Bohr considera que l'àtom està format per un nucli atòmic molt petit que conté tota la càrrega positiva i gairebé tota la massa de l'àtom. Al seu voltant giren, en diferents òrbites estacionàries, els electrons. En aquestes òrbites els electrons no emeten energia, contradient la teoria electromagnètica, i el seu moment angular és un nombre sencer de vegades la constant de Planck {\displaystyle h} dividida per {\displaystyle 2\pi }. Els electrons poden canviar d'òrbita absorbint o emetent energia de forma discreta (teoria quàntica de Planck) en forma de fotons d'energia {\displaystyle {\ce {E = h \nu}}}, amb {\displaystyle \nu } la freqüència de la radiació (teoria d'Einstein de constitució corpuscular de la llum). Aquesta energia és la diferència d'energies entre dues òrbites.
El model de Bohr és un model de transició entre la mecànica clàssica i la mecànica quàntica. El moviment dels electrons es descriu mitjançant conceptes de mecànica clàssica i l'energia de les òrbites estacionàries i l'absorció i emissió d'energia mitjançant conceptes quàntics. En el seu moment tingué un gran èxit amb l'àtom d'hidrogen perquè pogué explicar molt bé les observacions experimentals (energia d'ionització, espectre atòmic, estabilitat) i predir noves línies espectrals. Fou la primera explicació teòrica d'un fenomen que no pot explicar la física clàssica, els espectres atòmics. Tanmateix no aconseguí explicar espectres d'àtoms més complexos que els hidrogenoides (àtoms amb un sol electró).

## El model de Rutherford

Model de Rutherford. Els electrons, en vermell, en realitat són puntuals, sense volum; i el nucli atòmic, en gris, és molt més petit.

El físic britànic Ernest Rutherford, mitjançant estudis de dispersió de partícules α per làmines molt fines de metalls (experiment de Rutherford), arribà a la conclusió que tota la càrrega positiva de l'àtom i pràcticament tota la seva massa estaven concentrades en un volum molt petit al centre de l'àtom. És el que anomenà nucli atòmic. El model vigent aleshores era el model de Thomson, que no incloïa l'existència d'aquest nucli atòmic. Per aquesta raó el 1911, Rutherford proposà un nou model on els electrons giraven enrevoltant el nucli en òrbites circulars, atrets per la força de Coulomb, o força electroestàtica. L'àtom se semblava a un sistema solar en miniatura on el lloc del Sol l'ocupava el nucli atòmic, els dels planetes els electrons i la força gravitatòria era substituïda per la força electroestàtica.
Aquest model patia d'uns quants problemes. Un d'ells era que no permetia explicar els espectres atòmics. Cada àtom absorbeix, o emet, unes determinades freqüències de radiació electromagnètica, essent diferents per a cada element químic, i s'havia aconseguit relacionar totes les d'un mateix element químic amb una fórmula. La fórmula de Balmer per a l'espectre de l'hidrogen en la zona visible i la fórmula de Rydberg, generalització de l'anterior per a tota mena de radiació electromagnètica. Tampoc podia justificar valors d'energia d'ionització, l'energia que es precisa per extreure un electró d'un àtom. Per altra banda els electrons movent-se en òrbites de forma aleatòria assolirien posicions on la repulsió entre ells superaria l'atracció del nucli, convertint l'àtom en inestable mecànicament. Un altre problema que presentava el model de Rutherford era que, segons la teoria electromagnètica de Maxwell, una càrrega accelerada ha d'emetre radiació electromagnètica. Els electrons en òrbita tenen almanco una acceleració, l'acceleració centrípeta, que possibilita una trajectòria circular. Per tant, un electró seguint una òrbita hauria de perdre energia i caure cap al nucli atòmic, cosa que no passa.

## Idees sobre quantització
El 1910 el físic austríac Arthur Erich Haas (1884–1941) publicà un article on observà que si es dividia la constant de Planck {\displaystyle h} per l'energia d'un electró a la superfície de l'àtom, el resultat era del mateix ordre de magnitud que les freqüències de l'espectre atòmic de l'hidrogen. Suposant que l'energia d'un quàntum emès o absorbit era igual a l'energia d'un electró en una òrbita de radi {\displaystyle r}, establí que {\textstyle h\nu =2e/r} (on {\displaystyle \nu } és la freqüència de la radiació emesa, {\displaystyle e} la càrrega de l'electró i del nucli atòmic). Per altra banda, igualant la força centrípeta amb l'atracció electroestàtica determinà que la freqüència {\displaystyle f} orbital dels electrons, de massa {\displaystyle m}, era ({\displaystyle k} és la constant elèctrica del buit, 8,9875517923(14)×10⁹ kg⋅m3⋅s−2⋅C−2):
{\displaystyle f={\frac {\sqrt {k}}{2\pi }}{\frac {e}{r{\sqrt {rm}}}}}
Després assumí que ambdues freqüències eren iguals, {\displaystyle \nu =f}, i aconseguí una expressió per a la constant de Planck en termes d'altres quantitats mesurables:
{\displaystyle h={\frac {\sqrt {k}}{\pi }}{\frac {e}{\sqrt {rm}}}}.
El matemàtic anglès John William Nicholson (1881–1955) el 1912 descobrí una proporció d'energia i freqüència que, segons ell, també es podria expressar en termes del moment angular total dels electrons en la seva òrbita sobre el nucli.

## Postulats de Bohr

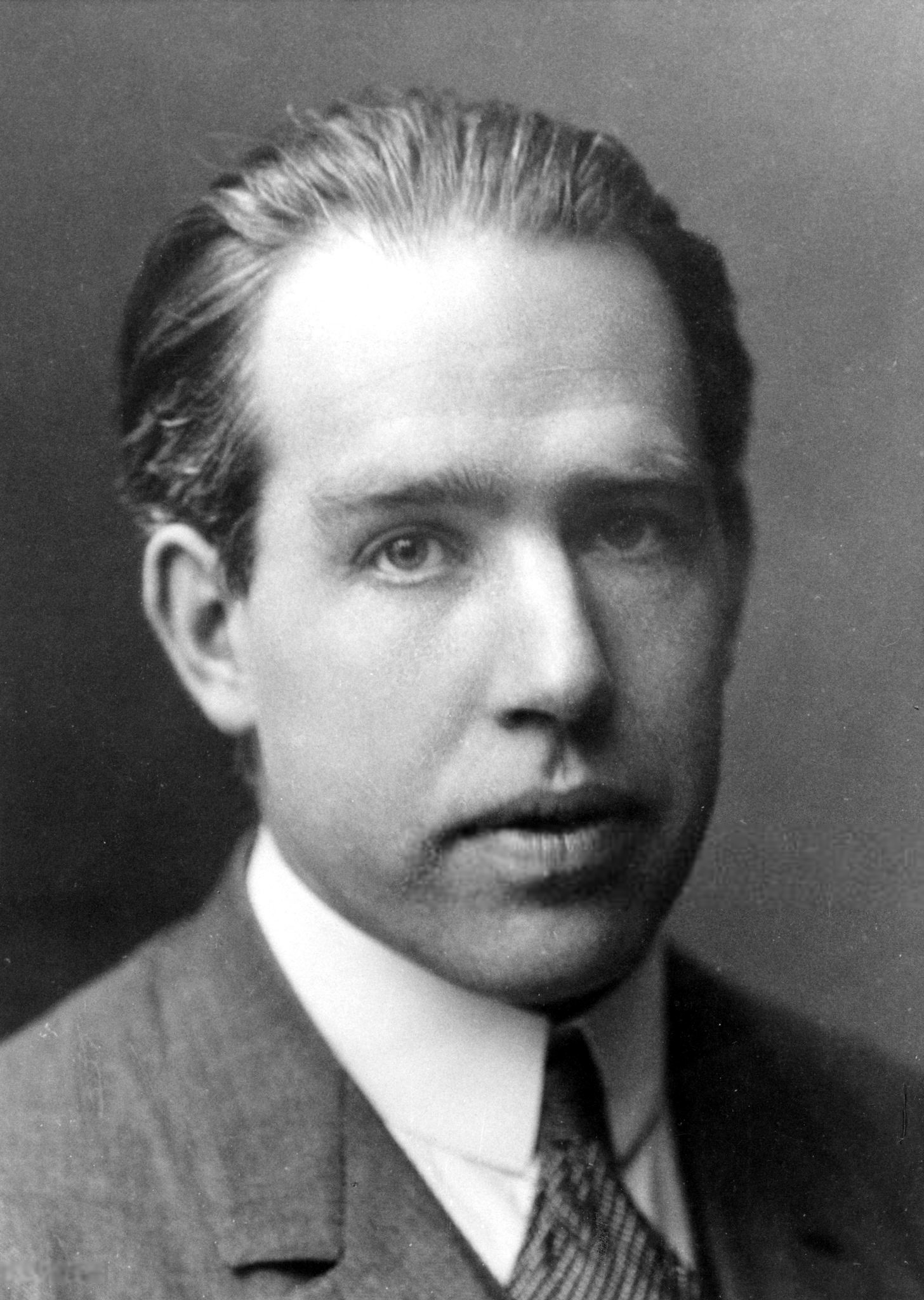
Niels Bohr el 1922

El model atòmic que Bohr exposà es publicà en dos articles el 1913. Aquest model se sol resumir en tres postulats que es refereixen exclusivament a l'electró.

### Primer postulat
Bohr assumí el model atòmic de Rutherford en quant la massa de l'àtom i la seva càrrega positiva estan en el nucli atòmic que és molt més petit que l'àtom. L'electró té una massa negligible i, a conseqüència de la força electroestàtica produïda per la càrrega positiva del nucli, gira al seu voltant en òrbites el·líptiques o circulars, amb una velocitat molt menor que la velocitat de la llum. La càrrega positiva del nucli és igual a la suma de càrregues negatives dels electrons, de manera que l'àtom és neutre.

### Segon postulat
Els electrons no emeten energia, en contra de la teoria electromagnètica de Maxwell, si giren al voltant del nucli en aquelles òrbites per les quals el moment angular de l'electró, {\displaystyle L=rmv}, és un múltiple sencer ({\displaystyle n=1,2,3...}) de la constant de Planck {\displaystyle h} dividida per {\displaystyle 2\pi }, que Bohr representà com {\displaystyle \hbar }.

{\displaystyle rmv=n{h \over 2\pi }=n\hbar }

#### Radi de la 1a òrbita
D'aquesta expressió es pot calcular el radi de qualsevol òrbita. Per a l'òrbita fonamental de l'àtom d'hidrogen és {\displaystyle n=1}. El radi s'obté d'igualar la força centrípeta a la força electroestàtica (força de Coulomb):
{\displaystyle F_{c}=F_{e}\quad \Longrightarrow \quad m{\frac {v^{2}}{r}}=k{\frac {e^{2}}{r^{2}}}\quad \Longrightarrow \quad mrv^{2}=ke^{2}}A aquesta expressió hom pot substituir la velocitat pel valor que apareix a la relació amb la constant de Planck d'aquest segon postulat, i s'obté el radi de la 1a òrbita:
{\displaystyle r_{1}={\frac {h^{2}}{4\pi ^{2}ke^{2}m}}}
Substituint pels valors coneguts actualment s'obté {\displaystyle r_{1}=52.84\,pm}, valor conegut com a radi de Bohr i simbolitzat com a {\displaystyle a_{0}}.

#### Velocitat de la 1a òrbita
La velocitat de l'electró en la primera òrbita s'obté de l'expressió del segon postulat i substituint el radi per l'expressió obtinguda:
{\displaystyle v={\frac {h}{2\pi mr_{1}}}={\frac {2\pi ke^{2}}{h}}}
El valor és {\displaystyle v_{1}=2\;191\,km/s}, un valor molt allunyat de la velocitat de la llum que requeriria incloure efectes relativistes.
La relació entre aquesta velocitat i la velocitat de la llum s'anomena constant d'estructura fina. Normalment denotada per {\displaystyle \alpha }, és la constant física fonamental que caracteritza la intensitat de la interacció electromagnètica. Fou introduïda originàriament per Arnold Sommerfeld el 1916, com una mesura de les desviacions relativistes en les línies espectrals atòmiques respecte a les prediccions del model de Bohr. La seva expressió és:
{\displaystyle \alpha ={\frac {v_{1}}{c}}={\frac {2\pi ke^{2}}{hc}}}
El seu valor actual és: {\displaystyle \alpha =7,2973525693(11)\times 10^{-3}\approx {\frac {1}{137}}}.

#### Energia de la 1a òrbita
L'energia de l'electró s'obté sumant l'energia cinètica i l'energia potencial electroestàtica, i substituint la velocitat per l'expressió trobada en igualar la força centrípeta a la força electroestàtica:
{\displaystyle E={\frac {1}{2}}mv^{2}-k{\frac {e^{2}}{r}}={\frac {1}{2}}m{\frac {ke^{2}}{mr}}-k{\frac {e^{2}}{r}}=-k{\frac {e^{2}}{2r}}}
Si se substitueix el valor del radi de la 1a òrbita, s'obté:
{\displaystyle E_{1}=-2\pi ^{2}k^{2}{\frac {e^{4}m}{h^{2}}}}
El valor de l'energia de l'electró en la primera òrbita és: {\displaystyle E_{1}=2,19\times 10^{-18}\,J=2,19\,aJ=13,6\,eV}

### Tercer postulat

Animació del procés d'absorció i emissió d'energia a l'àtom de Bohr

El pas d'un electró d'una òrbita a una altra provoca una emissió o absorció d'energia d'acord amb la diferència d'energia entre els dos nivells energètics. Si un electró passa d'una òrbita de menys energia a una de més energia, aquest absorbeix energia; en canvi, si és a l'inrevés, emet energia.
L'energia d'una òrbita {\displaystyle n} és:
{\displaystyle E_{n}=-2\pi ^{2}k^{2}{\frac {e^{4}m}{n^{2}h^{2}}}}
L'energia emesa quan l'electró passa d'una òrbita inicial, {\displaystyle n_{i}}, més allunyada del nucli, a una final, {\displaystyle n_{f}} val:
{\displaystyle h\nu =E_{n_{i}}-E_{n_{f}}=-2\pi ^{2}k^{2}{\frac {e^{4}m}{n_{i}^{2}h^{2}}}-[-2\pi ^{2}k^{2}{\frac {e^{4}m}{n_{f}^{2}h^{2}}}]=2\pi ^{2}k^{2}{\frac {e^{4}m}{h^{2}}}{\biggl (}{\frac {1}{n_{f}^{2}}}-{\frac {1}{n_{i}^{2}}}{\biggr )}}D'aquí s'obté que la freqüència de la radiació emesa és:

Espectre de l'hidrogen

{\displaystyle \nu ={\frac {2\pi ^{2}k^{2}e^{4}m}{h^{3}}}{\biggl (}{\frac {1}{n_{f}^{2}}}-{\frac {1}{n_{i}^{2}}}{\biggr )}}

#### Espectre atòmic de l'hidrogen
Si se substitueix {\displaystyle n_{f}=2} i {\displaystyle n_{i}>2} s'obté la fórmula de Balmer i totes les freqüències de l'espectre atòmic corresponents a la sèrie de Balmer. Si se substitueix {\displaystyle n_{f}=3} i {\displaystyle n_{i}>3} s'obtenen les freqüències de les línies de la sèrie de Paschen. Eren les dues sèries que es coneixien el 1913. Bohr predigué correctament l'existència d'una sèrie a l'ultraviolat {\displaystyle n_{f}=1}, descoberta per Theodore Lyman entre 1906 i 1914 i de més sèries a l'infraroig {\displaystyle n_{f}=4,5,6...}, descobertes per Frederick Sumner Brackett el 1922, August Herman Pfund el 1924 i Curtis J. Humphreys el 1953.
Aquesta equació l'havia obtinguda a partir de dades experimentals el físic suec Johannes Robert Rydberg (1854–1919) i la fracció de constants es coneix com a constant de Rydberg {\displaystyle R_{H}}:
{\displaystyle R_{H}={\frac {2\pi ^{2}k^{2}e^{4}m}{h^{3}}}}
El seu valor és {\textstyle R_{H}=10\,967\,758,3\;m^{-1}}.

## Limitacions

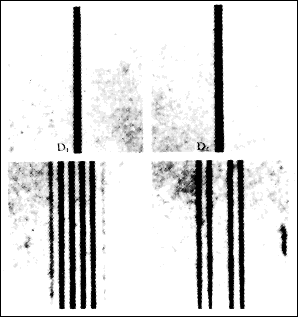
Efecte Zeeman a la part inferior

El model de Bohr aconseguí un gran èxit entre 1913 i 1924. Amb el temps, van sorgir problemes per als quals el model era clarament inadequat. Els tres potser més significatius foren els següents:
1. El model de Bohr explicava molt bé els espectres d'àtoms amb un sol electró a la capa exterior ({\displaystyle H}, {\displaystyle He^{+}}i {\displaystyle Li^{2+}}). No obstant això, van aparèixer serioses diferències entre el model i els resultats experimentals en els espectres d'àtoms amb dos o més electrons.
2. Els experiments també van mostrar que quan una mostra d'un element es col·loca en un camp elèctric o magnètic el seu espectre d'emissió mostra línies addicionals (efecte Stark i efecte Zeeman). Per exemple, en un camp magnètic cada línia es divideix en diverses línies. El model de Bohr no podia explicar, quantitativament, algunes de les divisions observades.
3. A més, el model no donava explicació a la brillantor relativa (intensitat) de les línies espectrals. Aquestes intensitats relatives depenen de les probabilitats amb què els àtoms en una mostra experimenten transicions entre estats estacionaris; les altes probabilitats es tradueixen en línies més intenses. Hauríeu de ser capaços de calcular la probabilitat d'una transició d'un estat estacionari a un altre, però el model de Bohr no permetia calcular-la.[12]

A principis de la dècada de 1920 quedà clar que el model de Bohr, malgrat els seus notables èxits, era limitat. Per crear un model que solucionés més problemes, el model Bohr hauria de ser revisat a fons o completament reemplaçat. Però els èxits del model de Bohr feren necessari que qualsevol nou model de l'estructura atòmica encara hagués d'explicar l'existència d'estats estacionaris. Per tant, un nou model s'hauria de basar en conceptes quàntics.